# Museo Arqueológico del Puerto de la Cruz
El museo Arqueológico del Puerto de la Cruz se crea en 1953, en la ciudad de Puerto de la Cruz (Tenerife, Canarias, España). Se creó a partir del Instituto de Estudios Hispánicos de Canarias. Alberga una de las colecciones de cerámica aborigen guanche más importantes de Canarias con piezas únicas en Tenerife.

## Historia
Se halla enclavado en uno de los barrios más tradicionales de la ciudad, La Ranilla, justo en la línea divisoria que separa la vida local del ámbito turístico; actividad económica de la que vive la ciudad. Ocupa una edificación de valor histórico-artístico, señera de la arquitectura canaria tradicional de los siglo XVIII-siglo XIX. Más de dos mil seiscientos registros que representan diversos elementos de la cultura guanche forman sus fondos, entre los que destaca su colección de vasijas, que es el objeto de exhibición de su exposición permanente. Desde el punto de vista funcional, se estructura en cuatro áreas de trabajo: Administración; Documentación, que incluye el Anexo Fondo Documental Luis Diego Cuscoy; Investigación y Conservación, y Difusión.
Aparte de colecciones de cerámica aborigen, los fondos incluyen también restos de carácter antropológico (varias momias guanches), una pequeña colección de industria lítica (el 27 por ciento del total) y una magnífica colección de adornos personales realizados en caparazones de moluscos. De carácter excepcional son las dos piezas únicas en la isla como son el "joyerito", dos caparazones de lapa que encierran pequeñas cuentas, hallazgo del geólogo Telesforo Bravo en la Quinta Roja (Santa Úrsula) en los años 40, y una figurilla antropomorfa o ídolo de barro cocido conocida como Guatimac, encontrada en el barranco de Herques (Fasnia) a finales del siglo XIX, que aunque se desconoce su significado preciso, parece ser que esté relacionada con el mundo mágico-religioso de los guanches.

## Salas de exposición
- Sala 1, Cueva de Habitación: en esta sala destacan las cerámicas guanches.
- Sala 2, Barro y Fuego: se muestra la reconstrucción del proceso de fabricación de cerámica guanche.
- Sala 3 y 4, Gángidos y Ánforas: hablan del producto alfarero de funcionalidad doméstica.
- Sala 5, Barro y Magia: expone adornos personales de simbología mística, en esta sala destaca el idolillo Guatimac antes mencionado.

## Galería de imágenes

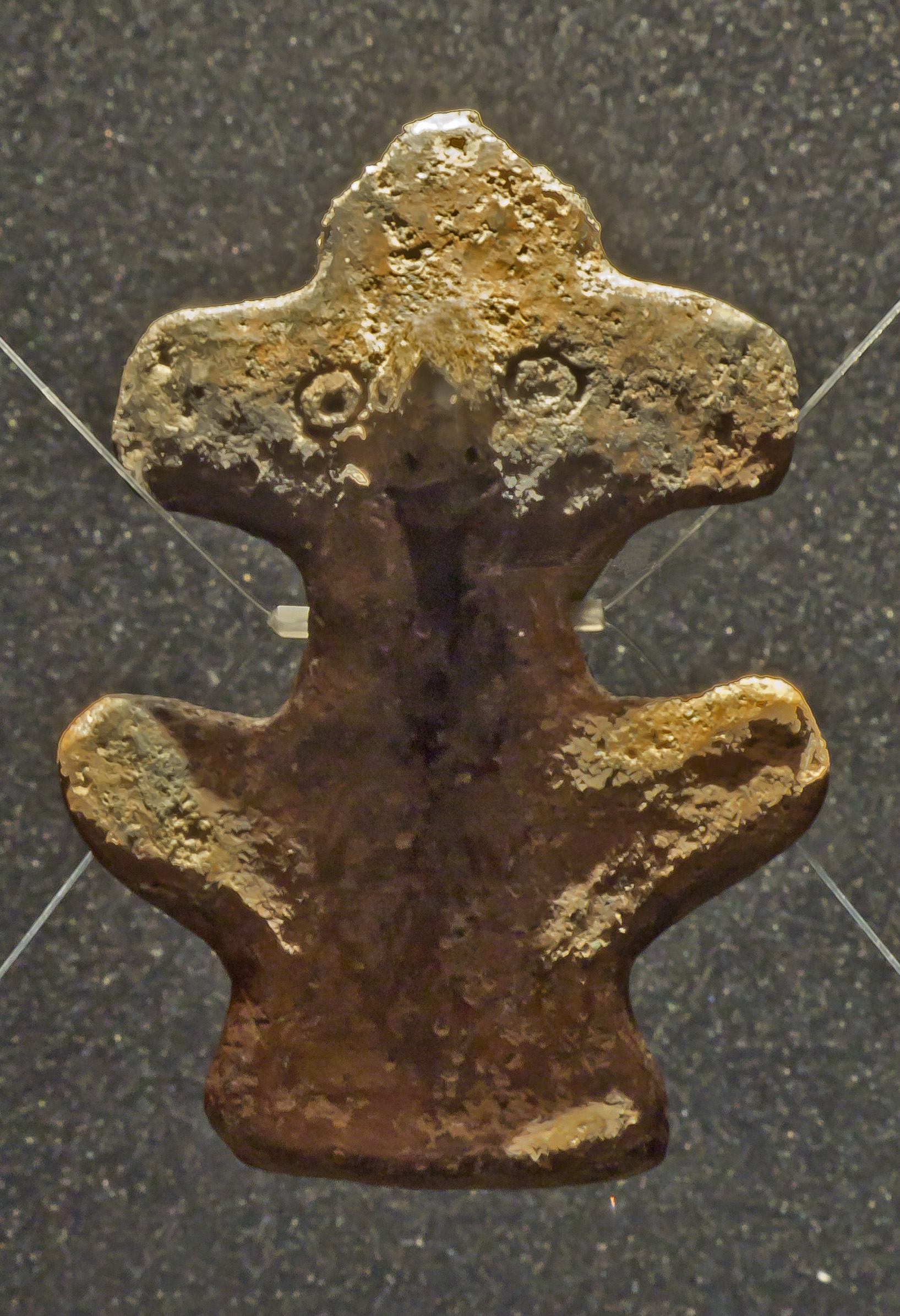
Idolillo de Guatimac, símbolo del museo
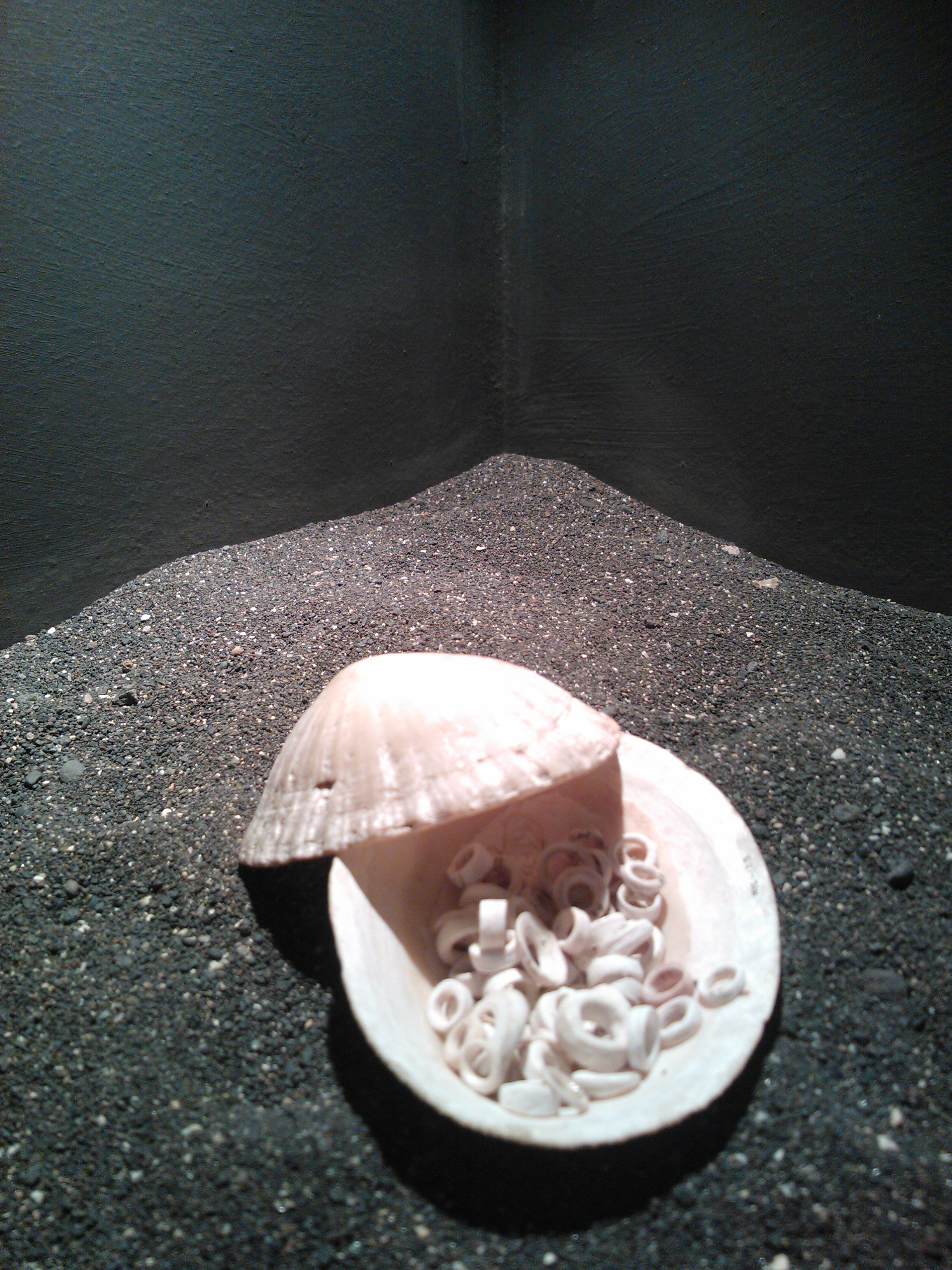
El joyerito, dos caparazones de lapa que encierran pequeñas cuentas
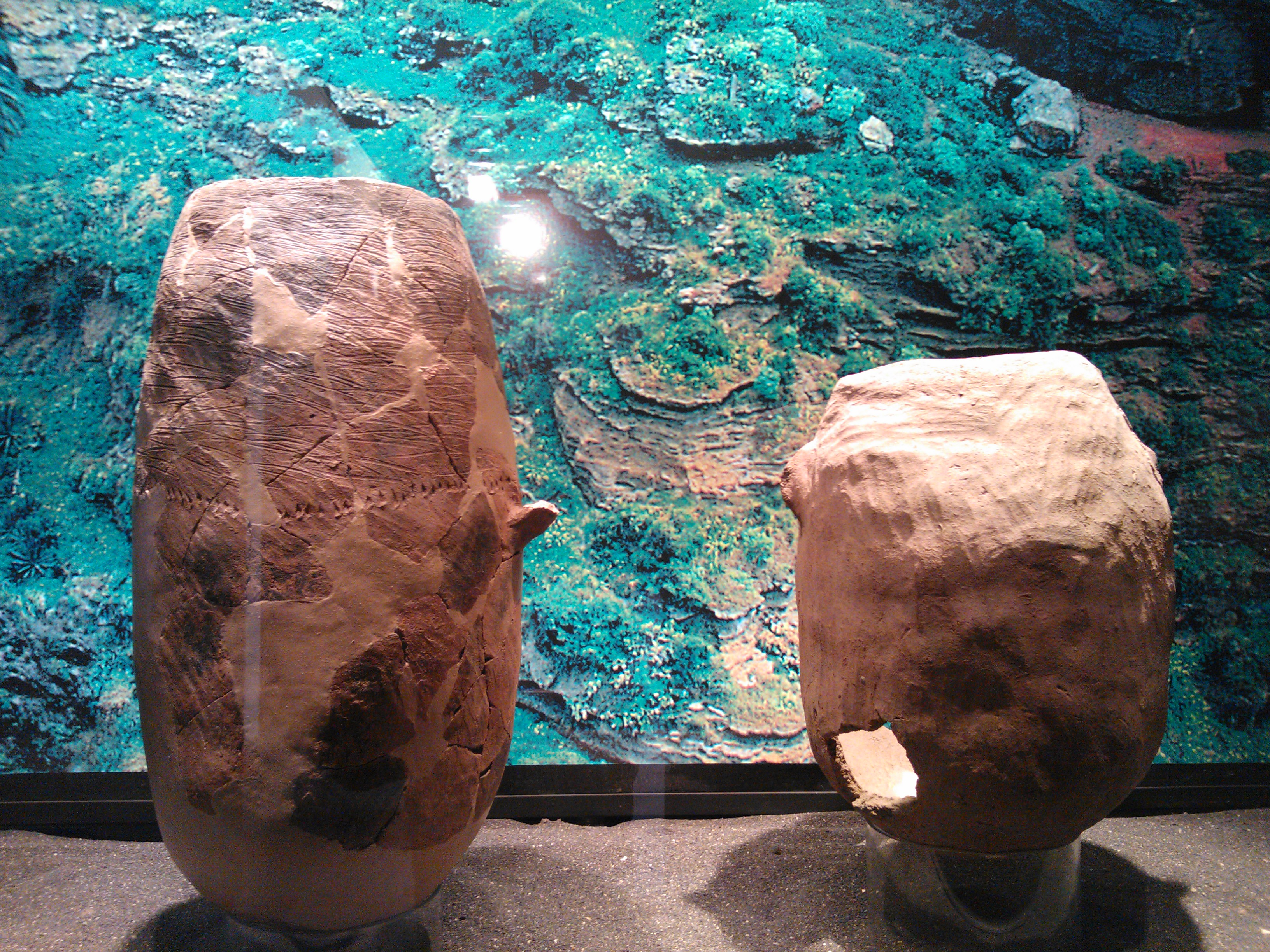
Tinajas de barro
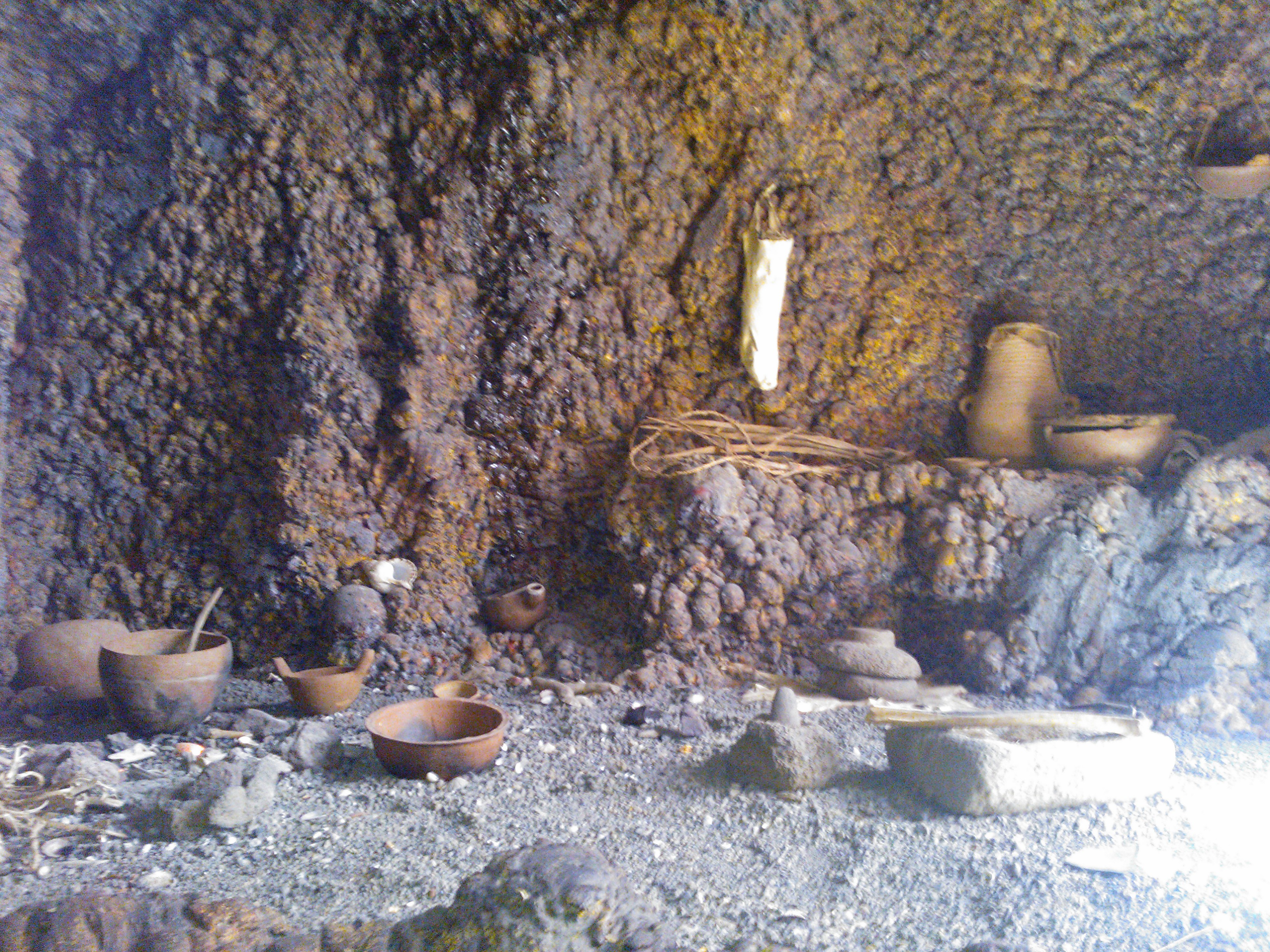
Recreación de una cueva guanche
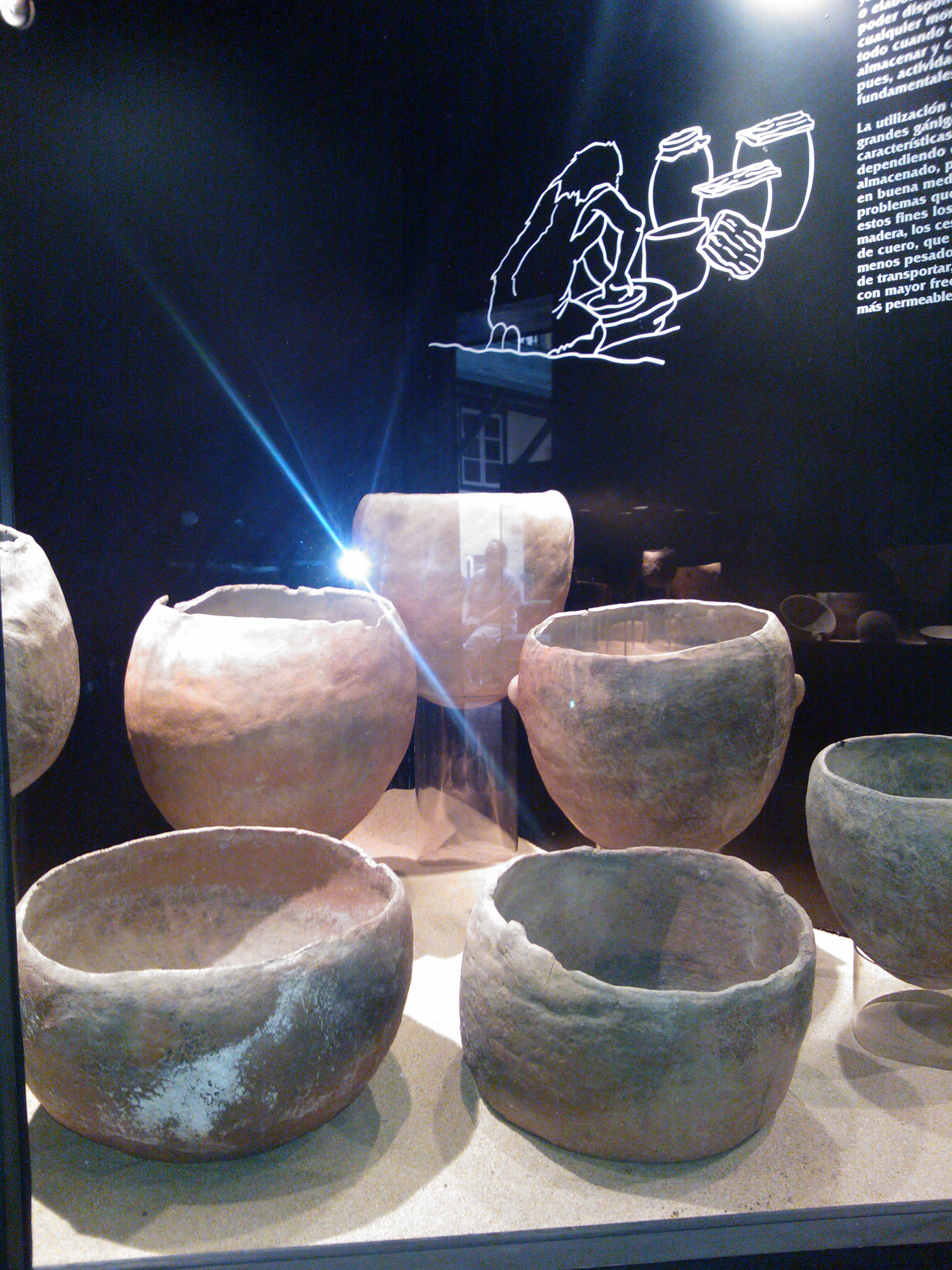
Cerámica aborigen